# Вінчендон (переписна місцевість, Массачусетс)
Вінчендон (англ. Winchendon) — переписна місцевість (CDP) в США, в окрузі Вустер штату Массачусетс. Населення — 4160 осіб (2020).

## Географія
Вінчендон розташований за координатами 42°40′49″ пн. ш. 72°2′40″ зх. д. / 42.68028° пн. ш. 72.04444° зх. д. (42.680315, -72.044364).  За даними Бюро перепису населення США в 2010 році переписна місцевість мала площу 6,31 км², з яких 5,87 км² — суходіл та 0,45 км² — водойми.

## Демографія
Згідно з переписом 2010 року, у переписній місцевості мешкало 4213 осіб у 1625 домогосподарствах у складі 1001 родини. Густота населення становила 667 осіб/км².  Було 1799 помешкань (285/км²).
Расовий склад населення:
| - 91,1 % — білих - 3,2 % — азіатів - 2,0 % — чорних або афроамериканців - 0,2 % — корінних американців - 1,4 % — осіб інших рас |

До двох чи більше рас належало 2,1 %. Частка іспаномовних становила 4,8 % від усіх жителів.
За віковим діапазоном населення розподілялося таким чином: 26,1 % — особи молодші 18 років, 60,7 % — особи у віці 18—64 років, 13,2 % — особи у віці 65 років та старші. Медіана віку мешканця становила 35,4 року. На 100 осіб жіночої статі у переписній місцевості припадало 99,0 чоловіків;  на 100 жінок у віці від 18 років та старших — 97,8 чоловіків також старших 18 років.
Середній дохід на одне домашнє господарство  становив 49 718 доларів США (медіана — 38 564), а середній дохід на одну сім'ю — 69 927 доларів (медіана — 57 959). За межею бідності перебувало 19,9 % осіб, у тому числі 32,6 % дітей у віці до 18 років та 12,5 % осіб у віці 65 років та старших.
Цивільне працевлаштоване населення становило 1375 осіб. Основні галузі зайнятості: роздрібна торгівля — 21,5 %, виробництво — 15,5 %, освіта, охорона здоров'я та соціальна допомога — 14,0 %.